# Silviu Biriș
Silviu Biriș (n. 6 octombrie 1973, București, România) este un actor român, nepot al binecunoscutei interprete de muzică populară, Veta Biriș. S-a făcut remarcat și ca un bun cântăreț, interpretând melodii cunoscute precum „Vrei să ne'ntâlnim sâmbătă seara?” și „Hai coșar, coșar”, cântece din repertoriul unor artiști renumiți ca Gică Petrescu, Ștefan Bănică sau Dorel Livianu.
A absolvit în anul 1997 cursurile Universității Naționale de Artă Teatrală și Cinematografică din București, secția Actorie, la clasa profesorului Ion Cojar. Din 1997 este angajat al Teatrului Național I.L.Caragiale din București. Este bun prieten cu poetul constănțean Eduard Zalle cu care și colaborează în plan artistic.
Semnează în calitate de interpret albumul „Bucureștiul meu iubit” care conține unele dintre cele mai frumoase melodii românești scrise vreodată, album ce se bucură de un real succes.

## Filmografie
- Începutul adevărului (Oglinda) (1994)
- Crucea de piatră (1994) - Radu
- Paradisul în direct (1995) - cameramanul Gigi
- Terente, regele bălților (1995) - Radu Herșcovici
- „Mykosch” (Olanda, 1995) - Arthur
- Orașul în miniatură (SUA, 1998) (V) - Ood Soldier
- Triunghiul morții (1999) - Gheorghiță
- „Les percutés” (Franța, 2002) - Pierrot
- „Final Countdown” (Germania, 2003) - Alexandru cel Mare
- „Le domaine perdu” (Franța, 2005)
- „Stuff That Bear” (SUA, 2005) - Dragoș
- Restul e tăcere (2008) - Raoul

### Multimedia
- Silviu Biriș cântă "Pe boltă, când apare luna"
- Silviu Biriș și Analia Selis - Colaj de tangouri

1. ↑  Silviu Biriș